# 本巢市
本巢市（日语：／ Motosu shi */?）為日本岐阜縣西南部的市。东西17km，南北43km，总面积374.57km²。

## 地理
本巣市北側與福井縣相鄰。
- 山：桑山
- 河川：根尾川

## 交通
- 横贯市南北的国道157号
- 横穿东西的国道303号、418号。
- 主要地方县道：关本巢线、岐阜大野线等。
- 铁道：樽见铁道的樽见线。

### 相鄰的自治体
- 北：福井縣大野市
- 西：揖斐郡揖斐川町、大野町
- 東：岐阜市、關市、山縣市
- 南：瑞穗市、本巢郡北方町、

## 历史
- 2004年2月1日、本巢郡本巢町、真正町、糸貫町、根尾村合并，本巢市成立。

## 外部連結
- 本巢市 （页面存档备份，存于）